# Mark Wyatt
Pour les articles homonymes, voir Wyatt.
Mark Andrew Wyatt, né le 12 avril 1961 aux Bermudes, est un ancien joueur de rugby à XV canadien, évoluant au poste d'arrière pour l'équipe nationale du Canada.

## Carrière

### Équipe nationale
Mark Wyatt a connu 29 sélections internationales en équipe du Canada, il fait ses débuts  le 11 avril 1982 contre l'équipe du Japon. Sa dernière apparition a lieu le 20 octobre 1991 contre les All Blacks. Il est neuf fois capitaine lors de ses neuf derniers matches, tous en 1990 et en 1991.

## Palmarès

### Sélections nationales
- 29 sélections en équipe du Canada
- 1 essai, 14 transformations, 51 pénalités, 4 drops
- 197 points
- Nombre de sélections par année : 4 en 1982, 4 en 1983, 3 en 1985, 2 en 1986, 4 en 1987, 1 en 1988, 2 en 1989, 3 en 1990, 6 en 1991

- Participation à la Coupe du monde 1987 (trois matches disputés comme titulaire), 1991 (trois matches disputés comme titulaire).